# Litoria eucnemis
Litoria eucnemis är en groddjursart som först beskrevs av Einar Lönnberg 1900.  Litoria eucnemis ingår i släktet Litoria och familjen lövgrodor. IUCN kategoriserar arten globalt som livskraftig. Inga underarter finns listade i Catalogue of Life.